# 안마항
안마항(鞍馬港, Anma Fishing Port)은 전라남도 영광군 낙월면의 섬 안마도에 위치한 어항이다. 1986년 3월 1일 국가어항으로 지정되었으며, 관리청은 해양수산부 서해어업관리단, 시설관리자는 영광군수이다.

## 연혁
- 섬의 모양이 말의 안장과 같다고 하여 안마도라 한다는 설과 말에 안장을 얹은 채 투구를 벗어 놓고 쉬는 장군의 형상과 같다 하여 안마도라 부른다는 설이 있다.
- 입지여건은 인근 도서지역의 생활근거지로 발전되어 온 안마항 개발 완료시 정온수면적은 600,000평방미터, 접안능력은 약 1,300척(10톤기준)이다.
- 안마항은 인근 도서지역의 생활근거지로 발전되어 온 항으로 1987년 기본시설에 대한 계획을 수립하고 착공을 했으며 1994년 기본시설을 완공했다.[1] 2007년에 항내 준설공사를 시행하였다.

## 어항구역
본 항의 어항구역은 다음과 같다.
- 수역: 남측 돌섬(산553-1)에서 정서로 300m 점(해상)과 죽도(산23번지)의 정상 2개점을 연결한 선상으로 해안에서 250m 점(해상)을 연결한 선을 따라 형성된 공유수면[2]
- 육역: 전라남도 영광군 낙월면 죽도리 산 26 외 10필지(상세내역은 생략)[3]

## 참고 자료
- 어촌·어항발전 기본계획 최종보고서(전라남도편) 311쪽